# Momo Kohlschmidt

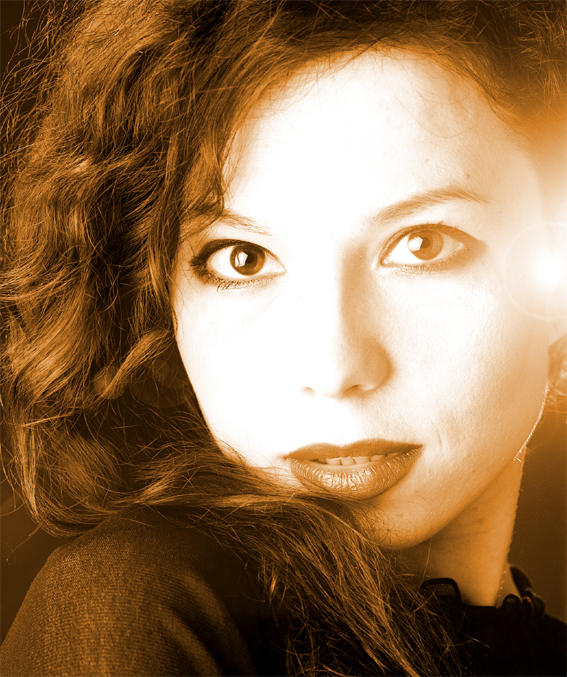
Momo Kohlschmidt

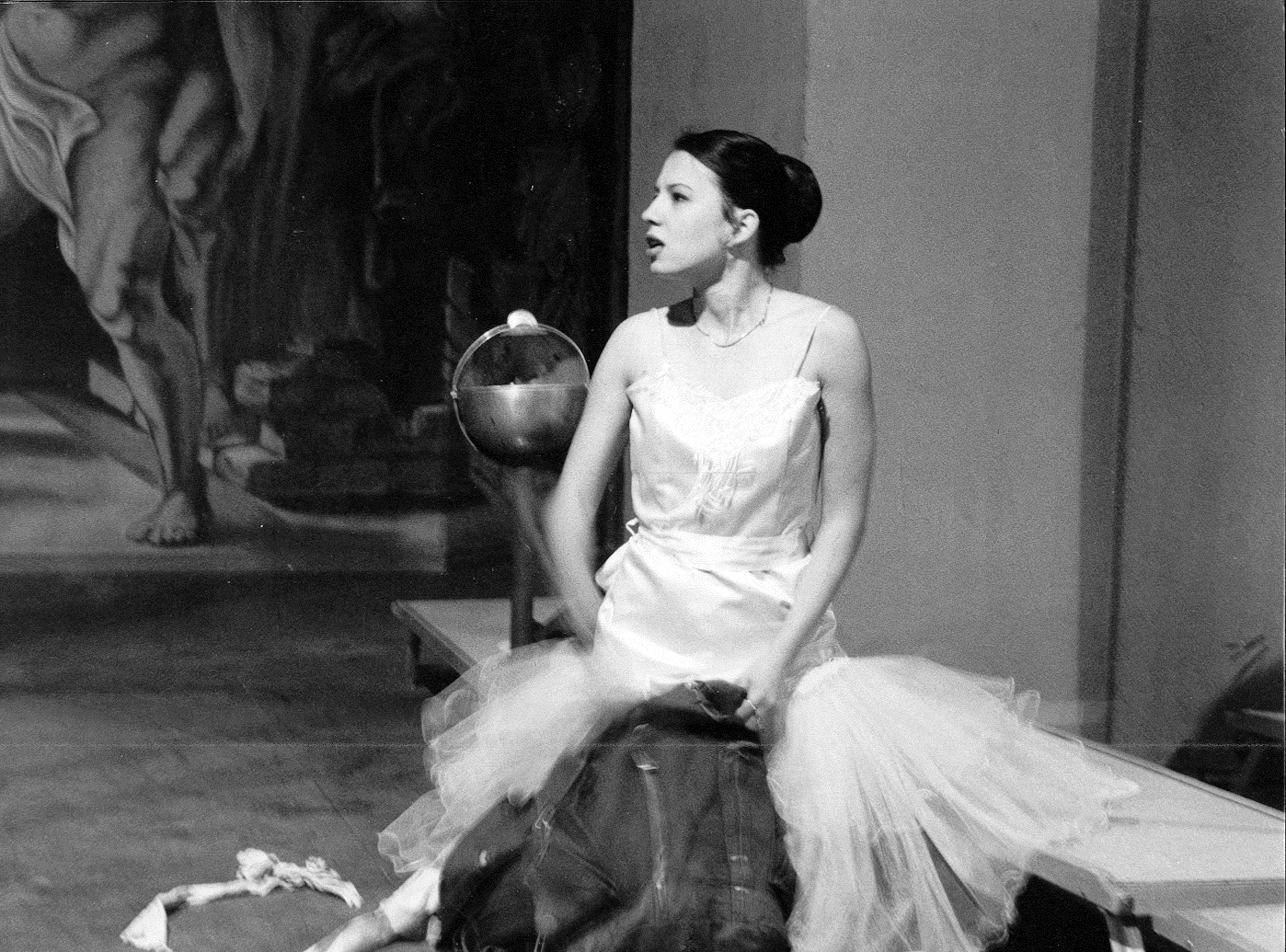
Momo Kohlschmidt, Bevor wir Greise wurden, Regie: Hermann Schein, Freie Kammerspiele Magdeburg (1995)

Momo Kohlschmidt (* 1971 in Cottbus) ist eine deutsche Schauspielerin und Sängerin.

## Leben
Kohlschmidt wuchs in Cottbus auf und war als Kind und Jugendliche eine erfolgreiche Geräteturnerin im DDR-Sport. Sie ist die jüngere Schwester des Fußballspielers Jörg Schwanke. Im Alter von 15 Jahren begegnete sie erstmals dem Cottbuser Maler Hans Scheuerecker. Erste Bühnenarbeiten und Kunstperformances folgten wie z. B. „Im Sommer sterb ich nicht so leicht“ (Regie und Malerei: Hans Scheuerecker, Tanz, Spiel und Gesang: Momo Kohlschmidt und Piano: Ulrich Gumpert).
Nach dem Mauerfall 1989 ging Kohlschmidt nach Berlin und ließ sich in Schauspiel und Gesang ausbilden. 1994 folgte ein Engagement an den Freien Kammerspielen Magdeburg, ab 1996 war sie als freischaffende Schauspielerin in Berlin tätig. Sie arbeitete in mehreren Theater-, Film-, Fernseh- und Hörspielproduktionen. Viele Jahre war sie festes Ensemblemitglied des Dokumentartheaters Berlin. Sie ist Ensemblemitglied der Varieté-Produktionen Balagan und Little Big World. Seit 2012 ist sie Mitglied der Künstlergruppe Mangan25 und tritt im Cirque Bouffon, einem Cirque Nouveau, auf.
Im Jahr 2000 gründete sie mit ihrem Mann Kai-Uwe Kohlschmidt die Band Ozeancity.

## Privates
Sie ist mit Kai-Uwe Kohlschmidt, dem Komponisten und Sänger der Band Sandow verheiratet und lebt im Spreewald.  

## Musik
CD-Veröffentlichungen
- 2002: Ozeancity, 7inch (Edition Minotaurus), ISBN 3-936165-16-5
- 2005: Momo / Ozeancity, lunar ray (JMG-Records)

Mitwirkung
- 1999: Sandow, Stachelhaut / Für immer Duett mit Kai-Uwe Kohlschmidt (what’s so funny about)
- 2004: Balagan, Vol. 1 (Fliegende Bauten Produktion)
- 2007: Russ & The Velvets, [Lady Revolver] (JMG-Records)
- 2007: Balagan, Vol. 2 (Ozella Music)
- 2014: Little Big World, ViolinRecords
- 2017: Sandow, Entfernte Welten / „Niemals tot“ und „Eldorado Cut“ mit Frida Lovisa Hamann, (Major Label)
- 2020: Bohemia, Cirque Bouffon
- 2022: Sandow, Kinder des Verbrechens / Born in the GDR (feat. Bela B.) - Line Vocal, (Major Label)
- 2023: Paraiso, Cirque Bouffon

## Hörspiele
- 2002: Die Geschichte von Ak und der Menschheit, SFB/ORB, Regie: Kai Grehn
- 2003: Aus verklungener Ferne, Hermann Pückler und Ada von Treskow, Regia Verlag, Regie: Momo Kohlschmidt, ISBN 3-936092-70-2
- 2007: Audioweg Gusen Das unsichtbare Lager, Regie: Christoph Mayer
- 2008: Nanga Parbat, HR2, Der Audio Verlag, Regie: Kai-Uwe Kohlschmidt, ISBN 978-3-89813-726-3
- 2010: Prinzessin Lillifee und der kleine Drache, Coppenrath Verlag, Regie: Mathias Schönsee
- 2012: Im Feuer, Sandow feat. Alexander Scheer, Regie: Kai-Uwe Kohlschmidt, HR2, Major Label, ISBN 978-3-934896-57-4 (nominiert zum Deutschen Hörbuchpreis 2013 als Bestes Hörspiel)
- 2011: Ludwig Leichhardt – Wanderer zwischen den Welten, Regie: Kai-Uwe Kohlschmidt, RBB, Major Label, ISBN 978-3-934896-39-0
- 2012: Audioweg Flucht Tunnel, Regie: Kai-Uwe Kohlschmidt, Edition Berliner Unterwelten, ISBN 978-3-943112-21-4
- 2013: Insorbia – Lausitzer Eiszeit, RBB, Regie: Kai-Uwe Kohlschmidt
- 2013: Die Reise des Lazarus, RBB, Regie: Kai-Uwe Kohlschmidt
- 2014: Driften im Grenzland, DLF, Regie: Kai-Uwe Kohlschmidt
- 2014: Die schwarze Hand der weißen Frau, Steinbach sprechende Bücher, Regie: Kai-Uwe Kohlschmidt, ISBN 978-3-86974-192-5
- 2014: Den Himmel malen, Autorenproduktion, Regie: Kai-Uwe Kohlschmidt
- 2015: Im Wald und auf der Heide – Die Schicksale des Dorfes Jamlitz, Karuna e.V., Regie: Kai-Uwe Kohlschmidt, Major Label, ISBN 978-3-945715-62-8
- 2016: Vielfach thöricht, muthwillig und schwärmerisch, Deutschlandfunk, Regie: Kai-Uwe Kohlschmidt (Prix Marulic 2017)
- 2017: Detzman Walking - Oder die Verwandlung des Hermann Detzner, rbb, Regie: Kai-Uwe Kohlschmidt (Pre-Selection Prix Marulic 2018)
- 2018: Das bin doch bloß ich. Keyßer in Kaiser-Wilhelm-Land, Regie: Kai-Uwe Kohlschmidt, DLF
- 2018: Jedem Haus ein Geist soll bleiben. Das Ende einer Standesherrschaft, Regie: Kai-Uwe Kohlschmidt, Stiftung „Fürst-Pückler-Park Bad Muskau“
- 2019: Paradigma – Segeln mit Louis Agassiz, Regie Kai-Uwe Kohlschmidt, DLF
- 2019: Prieber – Ein deutscher Cherokee, Regie Kai-Uwe Kohlschmidt, HR2
- 2020: In den Kern der dunklen Masse – Leichhardts letztes Rätsel, Regie Kai-Uwe Kohlschmidt, DLF
- 2021: Das nomadische Gen, Regie Kai-Uwe Kohlschmidt, HR2

## DVD
- 2014: Im Tunnel, Regie: Momo Kohlschmidt, Edition Berliner Unterwelten

## Filme und Fernsehen
- 1994: Einsteins Baby, Regie: Rudolf Steiner
- 1994: Lhasa, Regie: Isabell Stever
- 1995: Und der Mond scheint auch für Untermieter, ZDF, Regie: Dieter Kehler
- 1995: Kommissar Zappek, ARD, Regie: Jürgen Bretzinger
- 1996: Live Aid Musikvideo, Kamera: Michael Ballhaus
- 1996: Scheißleben, Regie: Bernd Heiber
- 1998: Bandonion – von einem Instrument das auszog, ARD/SR, Regie: Rolf Lambert
- 2011: Plünderung im Staatsauftrag, ZDF, Frontal21, Regie: Reinhardt Laska
- 2012: Helena Fürst, Folge 3, SOLIS TV, RTL, Regie: Malte Fischer
- 2016: Die Stimme Amerikas - US-Musik in der DDR,  RBB, Regie: Tom Franke
- 2017: Der Haß auf andere ist keine neue Sache - Das Überleben des Jakob Richter, Regie: Momo Kohlschmidt[4]
- 2017: Denn in der Liebe sind und leben wir wirklich - Erinnerung an Justus Delbrück, Regie: Momo Kohlschmidt
- 2019: Man kann frustriert sein oder kämpfen - Jakob Richter. Leben nach dem Überleben, Regie: Momo Kohlschmidt[5]
- 2020: Leichhardts letztes Rätsel, Regie Kai-Uwe Kohlschmidt, Mangan25

## Bühne
- 1991: Dante in the Elevator, The Paternoster Triology, Regie: Lindy Annis
- 1995: Bevor wir Greise wurden (Gewinner des Mülheimer Dramatikerpreises 1996), Regie: Hermann Schein
- 1996: Im Sommer sterb ich nicht so leicht, Regie: Hans Scheuerecker
- 2001: Der Ozeanflug – eine radiophonische Demonstration, Regie: Kai Grehn
- 2002: Streifen. eine MEDEA, Regie: Kerstin Follenius
- 2003: Ost-Arbeiter, Regie: Marina Schubarth und Natascha Bondar
- 2004: Tänzerin hinter Stacheldraht, Regie: Marina Schubarth und Natascha Bondar (weltweit mehrfach ausgezeichnete Inszenierung)
- 2004: Antonin Artaud Schluss mit den Meisterwerken, Regie Markus Thebe
- 2004: Balagan: the circus music show, Regie: Sebastiano Toma (Gewinner des Herald Angels Award des Fringe Festival Edinburgh 2005 für die beste Show)
- 2005: Und der Name des Sterns heißt Tschernobyl, Regie: Marina Schubarth und Natascha Bondar
- 2008: Gesichter des Krieges, Regie: Marina Schubarth und Natascha Bondar
- 2009: Vera, Regie: Marina Schubarth
- 2010: George-Tabori-Preis 2010 im Berliner Ensemble, Moderation und Gesang, Regie: Günter Jeschonnek
- 2012: Lions Club – Kinderschutzgala 2012, Moderation
- 2013: Little Big World, Regie: Sebastiano Toma
- 2013: Im Tunnel, Regie: Momo Kohlschmidt, Produktion: Berliner Unterwelten e.V.
- 2014: Die drei kleinen Schweinchen, Regie. Martina Kohlschmidt, Produktion: Figurentheater Himmelblau
- 2014: Der Eldorado Cut, Theatralische Performance, Regie: Momo Kohlschmidt, DKW Cottbus
- 2016: Den Himmel malen, Theatralische Performance, Regie: Momo Kohlschmidt, Staatstheater Cottbus
- 2020: Bohemia - Cirque Bouffon, Regie: Frederic Zipperlin
- 2023: Paraiso - Cirque Bouffon, Regie: Frederic Zipperlin, Co-Regie: Goos Meeuwsen, Helena Bittencourt